# Krásno nad Kysucou
Krásno nad Kysucou és una ciutat d'Eslovàquia. Es troba a la regió de Žilina.

## Demografia
| Godina             | 1994 | 2004   | 2014   | 2024   |
| ------------------ | ---- | ------ | ------ | ------ |
| Nombre de persones | 6863 | 7038   | 6831   | 6506   |
| Diferència         |      | +2,54% | −2,94% | −4,75% |

| Godina             | 2023 | 2024   |
| ------------------ | ---- | ------ |
| Nombre de persones | 6544 | 6506   |
| Diferència         |      | −0,58% |

## Ciutats agermanades
- Frenštát pod Radhoštěm, República Txeca
- Milówka, Polònia

1. 1 2  «Počet obyvateľov podľa pohlavia - obce (ročne) [om7101rr_obce=AREAS_SK]».   Statistical Office of the Slovak Republic, 31-03-2025. [Consulta: 31 març 2025].